# Momentomvandlare

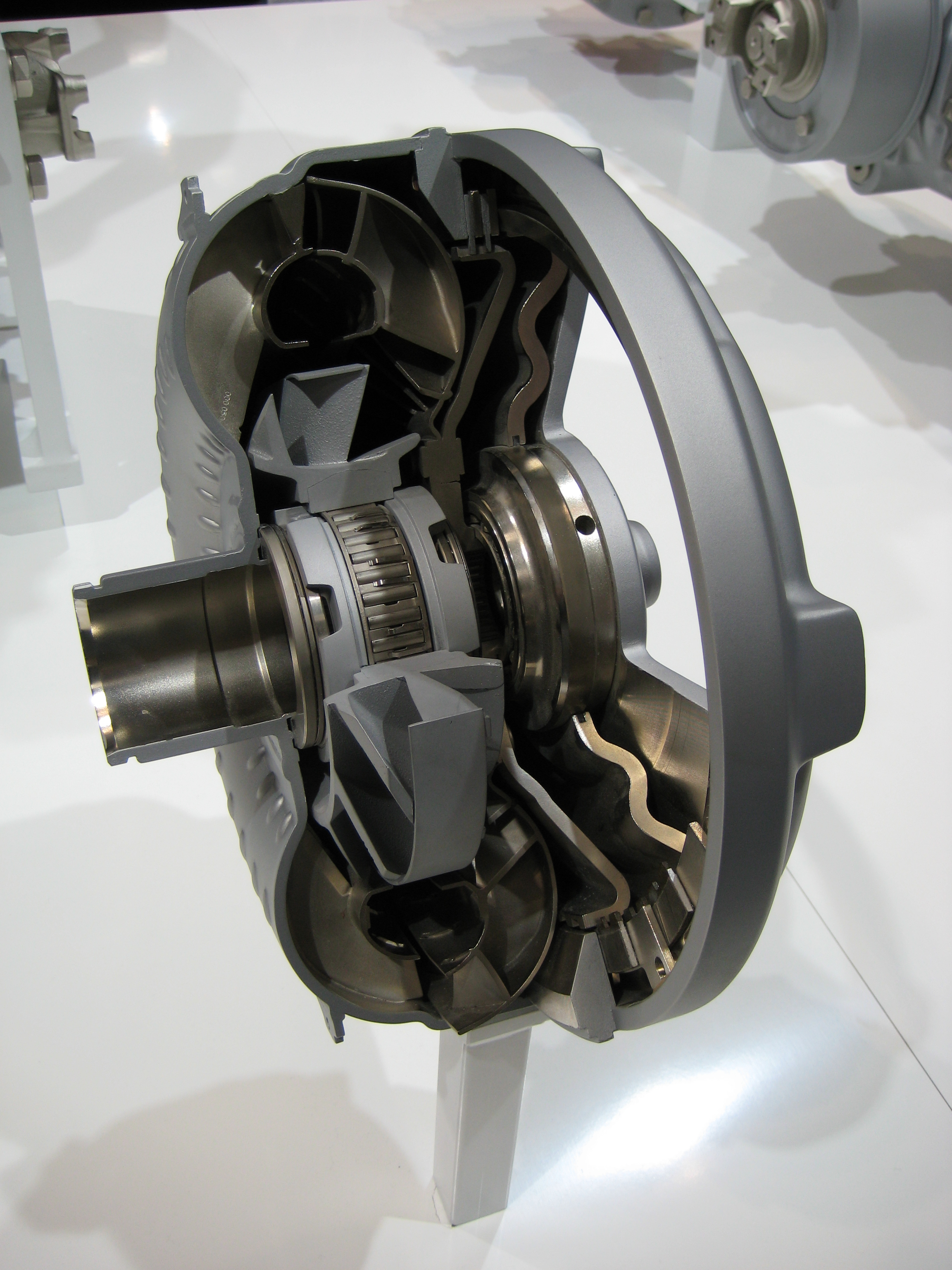
Genomskärningsmodell av momentomvandlare

Momentomvandlare (kallas även torque converter) är en transmissionskomponent på ett fordon som på hydrauliskt vis sköter kraftöverföring. Den används istället för koppling, främst i kombination med automatväxellådor med planetväxel.
Ett pumphjul (som sitter på svänghjulet, vevaxeln) med skovelhjul (fungerar i princip som propellrar) överför kraften via oljan till ett turbinhjul med skovelhjul på. Pumphjulet har en frihjulsfunktion. 
Många momentomvandlare har en så kallad stator. Den medger utväxling i momentomvandlaren så att vridmomentet ökar på bekostnad av varvtalet. Om momentomvandlaren saknar stator sker en slirning på några procent i omvandlingen. 
På vissa momentomvandlare finns en funktion som kallas lock-up. Detta gör att alltihop snurrar som en enhet, utan slirning. Det gör att man sparar bränsle, eftersom utväxlingsförhållandet är detsamma genom hela momentomvandlaren (utväxlingsförhållande 1:1)